# Bryconamericus lassorum
Bryconamericus lassorum är en fiskart som beskrevs av Román-valencia 2002. Bryconamericus lassorum ingår i släktet Bryconamericus och familjen Characidae. Inga underarter finns listade.